# Floroglucinol
Floroglucinol eller floroglucin är ett fenolderivat. Ur vattenlösningar kristalliserar den ut som sitt dihydrat C6H3(OH)3·2H2O.

## Egenskaper
Floroglucinol uppvisar en kraftig tautomeri mellan sin fenol- och ketonform; det vill säga mellan 1,3,5-trihydroxibensen och cyklohexan-1,3,5-trion.

Floroglucinols tautomeri.

## Framställning
Ämnet isolerades först ur barken från fruktträd, men idag syntetiseras det i en trestegsprocess från bensen (C6H6) via trinitrobensen (C6H3(NO2)3) och triaminobensen (C6H3(NH2)3).
1.  {\displaystyle {\rm {C_{6}H_{6}+3\ HNO_{3}\rightarrow C_{6}H_{3}(NO_{2})_{3}+3\ H_{2}O}}}
2.  {\displaystyle {\rm {C_{6}H_{3}(NO_{2})_{3}+9\ H_{2}\rightarrow C_{6}H_{3}(NH_{2})_{3}+6\ H_{2}O}}}   (katalyserad med Raneynickel)
3.  {\displaystyle {\rm {C_{6}H_{3}(NH_{2})_{3}+3\ H_{2}O\rightarrow C_{6}H_{3}(OH)_{3}+3\ NH_{3}}}}
Det sista steget är en smula anmärkningsvärt eftersom anilinderivat normalt inte genomgår hydrolys. Men på grund av tautomeri så förekommer triaminobensen även som imin som kan hydrolyseras till ammoniak (NH3).

## Användning
Floroglucinol används huvudsakligen för koppling av azobensen till azofärgämnen. Det används också för tillverkning av läkemedel och sprängämnen.
En floroglucinolinnehållande saltsyrelösning kan brukas som ett reagens för att påvisa lignin.